# Розсвіт (Кизилжарський район)
Розсві́т (каз. Рассвет) — село у складі Кизилжарського району Північноказахстанської області Казахстану. Адміністративний центр Розсвітського сільського округу.
Населення — 671 особа (2021; 778 у 2009, 925 у 1999, 1075 у 1989).
Національний склад станом на 1989 рік:
- росіяни — 65 %.